# Somerton (Philadelphia)
Somerton ist ein Stadtteil im äußersten Nordosten von Philadelphia, im US-amerikanischen Bundesstaat Pennsylvania. Der Stadtteil wird im Süden von der Red Lion Road, im Osten vom Roosevelt Boulevard, im Norden von der East County Line Road und dem Poquessing Creek sowie im Westen von der Grenze zwischen Philadelphia County und Montgomery County begrenzt. Somerton grenzt an die Stadtteile Bustleton, Normandy und Byberry in Philadelphia, die Townships Bensalem und Lower Southampton in Bucks County sowie die Lower Moreland Township in Montgomery County. In der Gegend lebt eine große und schnell wachsende im Ausland geborene Bevölkerung, vor allem russischsprachige, ukrainische, indische und zentralasiatische Einwanderer.
Der United States Postal Service betreibt das Postgebäude in der Hendrix Street 669. Alle Briefe mit der Postleitzahl 19116 werden jedoch vom Bustleton Post Office in der Bustleton Avenue 9925 im Stadtteil Bustleton zugestellt.

## Geschichte
Somerton hieß ursprünglich Smithfield und war ein Dorf in Moreland Township, Philadelphia County, Pennsylvania. Somerton wurde nach Jacob Sommer benannt, dessen Familie seit vier Generationen in der Gegend lebte.
Der Name Somerton tauchte 1830 als Name des örtlichen Postamts auf, obwohl einige Karten in den 1840er Jahren den Ortsnamen weiterhin als „Smithfield oder Somerton“ zeigten. In den 1850er Jahren zeigten Karten das Gebiet nur noch als Somerton.

## Bibliotheken
Die Free Library of Philadelphia betreibt eine Außenstelle in der 10199 Bustleton Avenue an der Kreuzung mit dem Verree Road, neben der George Washington High School.